# 雙複數
| × | 1 | i  | j | k  |
| - | - | -- | - | -- |
| 1 | 1 | i  | j | k  |
| i | i | −1 | k | −j |
| j | j | k  | 1 | i  |
| k | k | −j | i | −1 |

雙複數是擁有以下形式的超複數：
{\displaystyle t=w+xi+yj+zk,\quad w,x,y,z\in R}
而 {\displaystyle ij=ji=k,\quad i^{2}=-1,\quad j^{2}=+1.}

## 線性表示法
在雙複數{\displaystyle t=w+xi+yj+zk,\ }中，請注意由於ij=k，所以{\displaystyle t=(w+xi)+(y+zi)j\ }。
這映射
{\displaystyle t\mapsto {\begin{pmatrix}p&q\\q&p\end{pmatrix}},\quad p=w+xi,\quad q=y+zi}。
是一個以2x2的複數矩陣組成的雙複數的線性表示方式。
例如，ik = i(ij) = (ii)j = −j的線性表示法是
{\displaystyle {\begin{pmatrix}i&0\\0&i\end{pmatrix}}{\begin{pmatrix}0&i\\i&0\end{pmatrix}}={\begin{pmatrix}0&-1\\-1&0\end{pmatrix}}.}
請注意這代數矩陣與其他代數矩陣的分別是：這代數矩陣是一個可交換的代數矩陣。